# ماتسویچی یامادا
ماتسویچی یامادا (انگلیسی: Matsuichi Yamada؛ زادهٔ ۲۱ فوریهٔ ۱۹۶۱) بازیکن فوتبال اهل ژاپن است.